# Tiro ai Giochi della VII Olimpiade - Pistola militare a squadre
La competizione della pistola militare a squadre  di tiro a segno ai Giochi della VII Olimpiade si tenne il 3 agosto 1920 a  Camp de Beverloo, Leopoldsburg.

## Risultati
Distanza 30 metri. 5 concorrenti per squadra, 30 colpi in 5 serie da sei colpi.
| Pos.    | Nazioni     | Concorrenti                | Punti       | Punti  |
| Pos.    | Nazioni     | Concorrenti                | Individuali | Totali |
| ------- | ----------- | -------------------------- | ----------- | ------ |
| Oro     | Stati Uniti | Louis Harant               | 268         | 1310   |
| Oro     | Stati Uniti | Al Lane                    | 263         | 1310   |
| Oro     | Stati Uniti | Karl Frederick             | 262         | 1310   |
| Oro     | Stati Uniti | James Snook                | 261         | 1310   |
| Oro     | Stati Uniti | Michael Kelly              | 256         | 1310   |
| Argento | Grecia      | Alexandros Theofilakīs     | 264         | 1285   |
| Argento | Grecia      | Iōannīs Theofilakīs        | 258         | 1285   |
| Argento | Grecia      | Georgios Moraitinis        | 258         | 1285   |
| Argento | Grecia      | Alexandros Vrasivanopoulos | 254         | 1285   |
| Argento | Grecia      | Iason Sappas               | 251         | 1285   |
| Bronzo  | Svizzera    | Fritz Zulauf               | 269         | 1270   |
| Bronzo  | Svizzera    | Joseph Jehle               | 262         | 1270   |
| Bronzo  | Svizzera    | Gustave Amoudruz           | 257         | 1270   |
| Bronzo  | Svizzera    | Hans Egli                  | 242         | 1270   |
| Bronzo  | Svizzera    | Domenico Giambonini        | 240         | 1270   |
| 4       | Brasile     | Guilherme Parãense         | ND          | 1261   |
| 4       | Brasile     | Afrânio da Costa           | ND          | 1261   |
| 4       | Brasile     | Sebastião Wolf             | ND          | 1261   |
| 4       | Brasile     | Dario Barbosa              | ND          | 1261   |
| 4       | Brasile     | Fernando Soledade          | ND          | 1261   |
| 5       | Francia     | Joseph Pecchia             | ND          | 1239   |
| 5       | Francia     | Jules Maujean              | ND          | 1239   |
| 5       | Francia     | Léon Johnson               | ND          | 1239   |
| 5       | Francia     | Émile Boitout              | ND          | 1239   |
| 5       | Francia     | André Regaud               | ND          | 1239   |
| 6       | Spagna      | José Benito López          | ND          | 1224   |
| 6       | Spagna      | Luis Calvet                | ND          | 1224   |
| 6       | Spagna      | Antonio Bonilla            | ND          | 1224   |
| 6       | Spagna      | Antonio Vázquez            | ND          | 1224   |
| 6       | Spagna      | José María Miró            | ND          | 1224   |
| 7       | Belgio      | Paul Van Asbroeck          | ND          | 1,221  |
| 7       | Belgio      | Norbert Van Molle          | ND          | 1,221  |
| 7       | Belgio      | Philippe Cammaerts         | ND          | 1,221  |
| 7       | Belgio      | Robert Andrieux            | ND          | 1,221  |
| 7       | Belgio      | Joseph Bastin              | ND          | 1,221  |
| 7       | Belgio      | Léon De Coster             | ND          | 1,221  |
| 8       | Portogallo  | Hermínio Rebelo            | ND          | 1,184  |
| 8       | Portogallo  | António dos Santos         | ND          | 1,184  |
| 8       | Portogallo  | António Ferreira           | ND          | 1,184  |
| 8       | Portogallo  | António Martins            | ND          | 1,184  |
| 8       | Portogallo  | Dário Cannas               | ND          | 1,184  |
| 9       | Italia      | Riccardo Ticchi            | ND          | 1,121  |
| 9       | Italia      | Alfredo Galli              | ND          | 1,121  |
| 9       | Italia      | Roberto Preda              | ND          | 1,121  |
| 9       | Italia      | Giancarlo Boriani          | ND          | 1,121  |
| 9       | Italia      | Raffaele Frasca            | ND          | 1,121  |